# Noriaki
Noriaki (jap. のりあき, ノリアキ) – męskie imię japońskie.

## Możliwa pisownia
Noriaki można zapisać używając wielu różnych znaków kanji i może znaczyć m.in.:
- 憲明, „pomnik, jasny”
- 紀明, „kronika, jasny”
- 典明, „prawo, jasny”
- 矩明, „kwadratura, jasny”
- 伯明
- 鑑昭, „lustro, świetlisty”
- 紀昭, „kronika, świetlisty”
- 典昭, „prawo, świetlisty”
- 紀彰, „kronika, jasny/oczywisty”
- 紀章, „kronika, rozdział”
- 功光, „sukces, światło”

## Znane osoby
- Noriaki Hashi, japoński teoretyk i konstruktor
- Noriaki Kasai (紀明), japoński skoczek narciarski
- Noriaki Kubo (宣章), japoński mangaka tworzący pod pseudonimem Tite Kubo
- Noriaki Sugiyama (紀彰), japoński seiyū i aktor
- Noriaki Tsuchimoto (典昭), japoński reżyser filmów dokumentalnych
- Noriaki Yasuda (矩明), japoński lekkoatleta
- Noriaki Yuasa (憲明), japoński reżyser

## Postacie fikcyjne
- Noriaki Kakyōin (典明), bohater serii JoJo’s Bizarre Adventure